# 修茲勞的透鏡
修茲勞的透鏡是形成愛因斯坦十字 (類星體 2237+30) 的透鏡星系；它也稱為ZW 2237+030或QSO 2237+0305 G。它表現出愛因斯坦推測的重力透鏡現象，他意識到重力能夠有像透鏡將光彎曲的效果。這個星系以天文學家約翰·修茲勞的名稱命名。